# Syahrini
Syahrini, właśc. Rini Fatimah Zaelani (ur. 1 sierpnia 1980 w Sukabumi) – indonezyjska piosenkarka i aktorka.

## Życiorys
Urodziła się 1 sierpnia 1980 r. w Sukabumi w prowincji Jawa Zachodnia. W 2007 r. jej piosenka „Tatapan Cinta” znalazła się na albumie kompilacyjnym Coklat Stroberi. Swój pierwszy album – My Lovely – wydała w 2008 roku, a rok później ukazał się jej autorski singiel pt. „Pusing Half Dead”.
Pięciokrotnie została laureatką nagród SCTV Awards.

## Dyskografia
- 2007: Ost. Coklat Stroberi
- 2008: My Lovely
- 2009: Jangan Memilih Aku (feat. Anang Hermansyah)
- 2012: Semua Karena Cinta
- 2016: Princess Syahrini

Single
- 2010: Aku Tak Biasa
- 2011: Kau Yang Memilih Aku
- 2011: Taubatlah Taubat
- 2012: Sesuatu
- 2012: Semua Karena Cinta
- 2013: Cinta Tapi Gengsi
- 2014: Cetar
- 2014: Cinta Sendirian (feat. Maruli)
- 2014: Sandiwara Cinta
- 2015: Seperti Itu?
- 2015: Kau Tak Punya Hati
- 2015: Dream Big

Źródło: .